# Ţasmālū
Ţasmālū (persiska: طَسمالو, طسمالو) är en ort i Iran.   Den ligger i provinsen Västazarbaijan, i den nordvästra delen av landet, 600 km väster om huvudstaden Teheran. Ţasmālū ligger 1 289 meter över havet och antalet invånare är 322.
Terrängen runt Ţasmālū är platt åt nordost, men åt sydväst är den kuperad. Terrängen runt Ţasmālū sluttar österut. Runt Ţasmālū är det ganska tätbefolkat, med 185 invånare per kvadratkilometer. Närmaste större samhälle är Urmia, 10,4 km nordväst om Ţasmālū. Trakten runt Ţasmālū består till största delen av jordbruksmark.